# Theodoros I Palaiologos
Theodoros I Palaiologos, född 1355, död 1407, var regerande despot av Morea mellan 1383 och 1407.